# Jackyl (album)
Jackyl è il primo album dei Jackyl pubblicato nel 1992 per la Geffen Records.

## Tracce
1. I Stand Alone (Dupree) 3:57
2. Dirty Little Mind (Dupree)	3:30
3. Down on Me (Dupree) 4:03
4. When Will It Rain (Dupree) 4:34
5. Redneck Punk (Honeycutt, Worley) 3:37
6. The Lumberjack (Dupree) 3:32
7. Reach for Me (Dupree) 3:34
8. Back Off Brother (Dupree) 3:25
9. Brain Drain (Dupree) 4:58
10. Just Like a Devil (Dupree) 3:34
11. She Loves My Cock (Dupree) 3:51

## Formazione
- Jesse Dupree - voce, motosega
- Jimmy Stiff - chitarra
- Jeff Worley - chitarra
- Thomas Bettini - basso
- Chris Worley - batteria